# Vaceuchelus cavernosus
Vaceuchelus cavernosus is een slakkensoort uit de familie van de Chilodontaidae. De wetenschappelijke naam van de soort is voor het eerst geldig gepubliceerd in 1905 door Sowerby.